# Антоніу Салвадор Сукар
Антоніу Салвадор Сукар (порт. Antônio Salvador Sucar, 14 червня 1939 — 31 грудня 2018) — бразильський баскетболіст.
Бронзовий призер Олімпійських Ігор 1960, 1964 років, учасник 1968 року.
Чемпіон світу 1963 року, бронзовий призер 1967 року.